# Feliks Sommer
Feliks Sommer (ur. 1834 w Warszawie, zm. 11 kwietnia 1921 tamże) – polski farmaceuta i lekarz.

## Życiorys
Urodził się w 1834 w Warszawie. Po ukończeniu szkół w Warszawie wstąpił do Szkoły Farmaceutycznej, przekształconej w 1857 w Wydział Farmaceutyczny nowo-utworzonej warszawskiej Akademii Medyko-Chirurgicznej, gdzie kontynuował studia. 
W 1860 otrzymał tytuł magistra farmacji i w 1862 mianowany został asystentem w klinice prof. Chałubińskiego. W latach 1869-74 współpracował z "Pamiętnikiem Towarzystwa Lekarskiego Warszawskiego". W 1867 został ordynatorem Szpitala Dzieciątka Jezus w Warszawie. Przyczynił się do rozbudowy placówki dzięki uzyskaniu zgody na zakup dodatkowej działki i budowy właściwego Szpitala Zakaźnego.
W czasie powstania styczniowego należał wraz z Władysławem Stankiewiczem do Komisji Lekarskiej Wydziału Wojny Rządu Narodowego pod kierownictwem Polikarpa Girsztowta. Był założycielem funduszu stypendialnego dla Polaków, oraz łożył na Kasy Wsparcia dla Wdów po lekarzach.
Miał jedną córkę Marię, zmarł 11 kwietnia 1921 w Warszawie i pochowany został na cmentarzu Powązkowskim (kwatera 161-6-13 i 14).